# 오리엔트말벌
오리엔트말벌(영어: Oriental hornet, 학명: Vespa orientalis 베스파 오리엔탈리스[*])은 말벌과 말벌속에 속하는 곤충으로, 뛰어난 사회성을 가진 말벌 종이다. 소아시아 지역인 서남아시아·북동 아프리카·이스라엘·마다가스카르·남유럽 일부에 서식하며, 성경에서 회자되는 말벌과 왕벌이 가리키는 종이다. 꿀벌의 벌집에 모아 둔 꿀을 강탈하는 습성이 있다.